# Educción (geología)

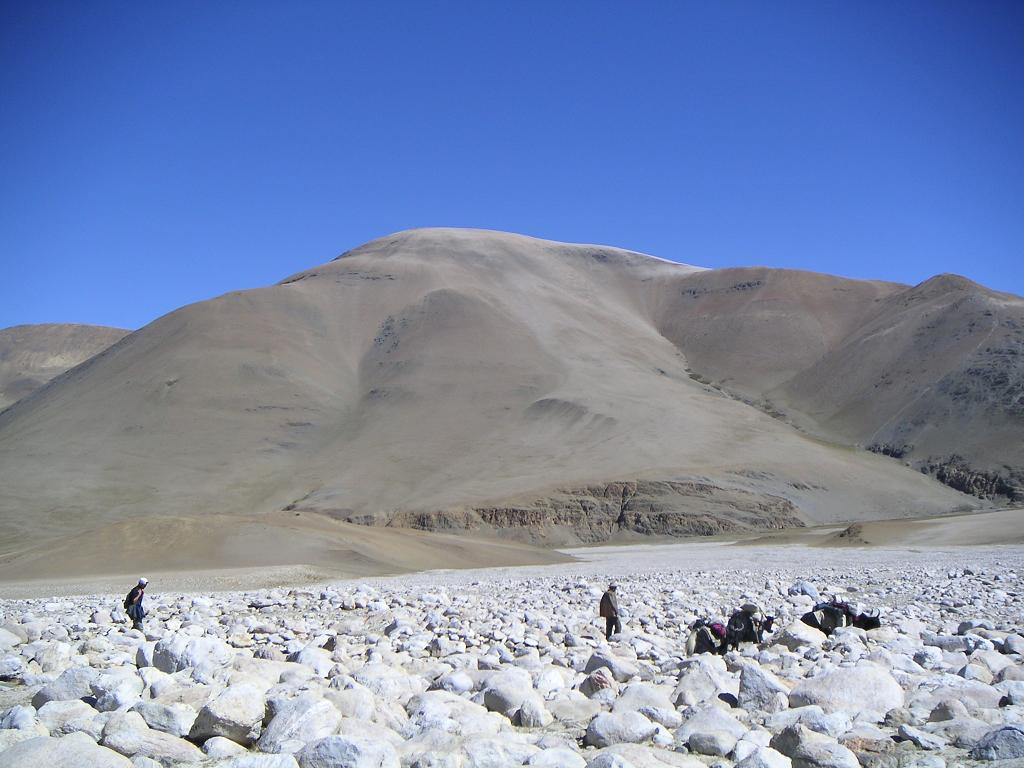
Tierra rocosa tibetana, probablemente resultado de la educción y la erosión, combinadas.

En geología, la educción es un proceso en el que la corteza terrestre se extiende hacia los lados, exponiendo rocas profundas. Es prominente en las capas medias del Himalaya, donde la gravedad empuja las montañas hacia abajo. Junto con un alto grado de erosión, esta actividad trae rocas profundas a la superficie, muchas de ellas desde más de 100 km de profundidad. La elevación inusualmente rápida conserva minerales metaestables raros, por ejemplo, diamantes y coesita.